# Patraeu
Patraeu (en grec antic: Πατραεύς, segons Estrabó), Pàtrasis (en grec antic: Πάτρασυς, segons Hecateu de Milet ap. Esteve de Bizanci) o Patunt (en grec antic: Πάτους, segons el Periple de Pseudo-Escílax) fou una colònia grega del Bòsfor Cimmeri relacionada amb les colònies milèsies de la zona, situada al nord de l'actual ciutat de Taman, a l'altra banda de la badia (Krai de Krasnodar). El jaciment fou excavat en diverses ocasions entre 1926 i 1989, mentre que les excavacions subaquàtiques començaren el 1991 i encara no han conclòs.
Patraeu fou una colònia fundada per jonis dins el segle vi aC, i va viure un creixement important fins a esdevenir una ciutat de relativa importància. El segle i aC fou destruïda per un incendi, i la població disminuí, però el segle següent es construí un sistema de fortificació i la ciutat es recuperà. Fou destruïda durant les invasions bàrbares el segle iii, però l'abandonament definitiu es produí durant l'arribada dels huns entre el 360 i el 370.
Segons Estrabó, a prop de la ciutat hi havia un monument construït en honor de Sàtir I, rei del Bòsfor.